# Magyarország a 2022-es atlétikai világbajnokságon
Magyarország az Amerikai Egyesült Államokbeli Eugene-ben megrendezésre kerülő 2022-es atlétikai világbajnokság egyik részt vevő nemzete volt, 2 sportolóval képviseltette magát.
A versenyre 23 magyar atléta kvalifikálta magát, de az egy hónappal később sorra kerülő Európa-bajnokság miatt csak két versenyzőt indított a magyar szövetség.

## Eredmények

### Férfi
| Versenyző    | Versenyszám   | Selejtező | Selejtező | Döntő    | Döntő    |
| Versenyző    | Versenyszám   | Eredmény  | Helyezés  | Eredmény | Helyezés |
| ------------ | ------------- | --------- | --------- | -------- | -------- |
| Halász Bence | Kalapácsvetés | 79,13 m   | 4.        | 80,15 m  | 5.       |

### Női
| Versenyző     | Versenyszám | 100 m gát | 100 m gát | Magasugrás | Magasugrás | Súlylökés | Súlylökés | 200 m | 200 m | Távolugrás               | Távolugrás | Gerelyhajítás | Gerelyhajítás | 800 m        | 800 m        | Végeredmény  | Végeredmény  |
| Versenyző     | Versenyszám | Idő       | Pont      | Eredmény   | Pont       | Eredmény  | Pont      | Idő   | Pont  | Eredmény                 | Pont       | Eredmény      | Pont          | Idő          | Pont         | Pont         | Helyezés     |
| ------------- | ----------- | --------- | --------- | ---------- | ---------- | --------- | --------- | ----- | ----- | ------------------------ | ---------- | ------------- | ------------- | ------------ | ------------ | ------------ | ------------ |
| Krizsán Xénia | Hétpróba    | 13,46     | 1056      | 174 cm     | 903        | 14,08 m   | 799       | 24,82 | 903   | érvényes kísérlet nélkül | 0          | visszalépett  | visszalépett  | visszalépett | visszalépett | visszalépett | visszalépett |